# 澳門通
澳門通（英語／葡萄牙語：Macau Pass），由澳門通股份有限公司銷售及發行的非接觸式智能電子貨幣儲值卡統稱，是目前澳門最廣泛通用的電子收費系統。直至2022年底，總發卡量已逾450萬張。
澳門通源於1991年由新福利所推出的巴士證月票；1999年3月正式推出，當時被廣泛稱為新福利IC卡，但此卡只適用於乘坐新福利之巴士時作扣除車費；2006年8月，澳門通股份有限公司成立，承接新福利IC卡系統，負責處理澳門通卡的各方面功能和研發工作，是為澳門首家銷售、發行及管理電子貨幣儲值卡的公司；2007年推出全新的澳門通，服務範圍由交通扣費，陸續拓展至包括便利店、超級市場、食肆、停車場等業務，也用作學校、辦公室和住所的通行卡。
2008年12月1日起，澳門兩間巴士公司調整票價，澳門特區政府交通事務局同日推出公交車資優惠計劃，使用澳門通卡乘車車費比票價調整前更優惠，令澳門通的銷量急速上升。
2011年8月1日起，澳門實施「新巴士服務模式」，澳門巴士轉乘服務由當日起擴大轉乘路線以及可自由於三間不同巴士公司互相轉乘，使用學生澳門通卡乘車車費由1.5元調整至1元，以及推出殘疾人士澳門通卡，使用該卡乘搭巴士每程只需0.3元。
2015年起，澳门通全面接入全国城市一卡通互联互通，成为第五批加入的成员。意味着该联盟内的城市发行的公交卡均可以在澳門使用。
2024年12月4日起，澳門通正式加入交通聯合，推出“澳門通·全國通卡”；全澳公共巴士於同日起支援非澳門發行的全國通卡支付車資（但不設任何車資或轉乘優惠）。

## 澳門通股份有限公司
- 澳門通股份有限公司（葡萄牙文：Macau Pass S.A.）於2006年8月註冊成立，受澳門金融管理局監管，按照澳門特區政府頒佈的32/93/M號法令（金融體系法律制度）進行經營。[5]
- 「澳門通」為澳門首家銷售、發行及管理電子貨幣儲值卡的公司，為市民及遊客提供簡單易用、方便快捷的電子化小額收支服務。

## 名稱及商標

### 名稱
- 「澳門通」一詞源於1991年由新福利所推出的巴士證月票，該證優惠長期乘客，一票在手，全澳「新福利」巴士通用。

- 1999年，新福利以澳門通為名，推出第一代新福利澳門通IC儲值卡，是最早期的澳門通卡。

- 為承接新福利澳門通IC卡，澳門通股份有限公司成立，向「全澳消費，一卡通行」為目標邁進。

- 2018年5月10日，澳門通股份有限在澳門科學館舉行推介會，旗下品牌改用淺灰色為企業主色調，配合湖水綠及橙黃金，體現企業穩重發展又新銳開拓的品牌性格。[6]

### 商標
- 公司品牌在2018年5月10日更換為現時使用的形象，以英文名稱“MACAU Pass”的“M”字為標誌，配合圓形設計，以用戶日常投幣動作為剪影，展現公司提供支付服務的業務核心。

- 2016年4月開發的「Macaupass，澳門通行動支付」服務，2018年5月更名為“MPay澳門錢包”[7]。產品Logo以“Pay”的首字母“P”為核心，融合投幣及掃碼支付條碼，凸顯產品提供手機支付服務。

## 歷史沿革

### 新福利儲值卡時期
- 1991年

多款澳門通卡
左邊為儲值卡，由上至下：
新福利第二、三代IC卡及第一代澳門通標誌之澳門通卡。
右邊為月票卡，上者為正面，下者為背面

  - 新福利推出「澳門通月票」，優惠長期乘客，一票在手，全澳「新福利」巴士通用。經過多番的推廣之後，「澳門通月票」已廣泛被乘客接受。
- 1995年
  - 10月23日，為加強票務服務，新福利試行巴士自動收費系統，於3路線試行聰明卡。
- 1999年
  - 3月20日起，「新福利」正式推出第一代澳門通IC儲值卡，採用由新福利集團屬下公司「康澤科技」經多年不斷研究而自行生產的「無接觸式IC卡自動收費系統」；
  - 此系統除可快速收取車費，免除乘客攜帶硬幣之煩惱外；亦有效地統計行車及客況資料，大大改善澳門公共巴士服務，受到廣大市民歡迎；
  - 由於另一家巴士公司澳巴在澳門通發展初期未能配合，拒絕增加電子付費方式，故新福利IC卡長期未能普及；
- 2002年
  - 3月起，澳門通IC智能卡進行全面換卡，推出第二代新福利澳門通IC卡，為將來推出「轉乘服務」及「IC卡月票」作好前期準備工作；
  - 8月3日起，新福利推出「澳門通IC卡月票」，以取代巴士證月票，加強防偽，同時有效地統計行車及掌握客況資料。而傳統澳門通「巴士證月票」則於2002年10月1日起全面停用；
- 2003年
  - 11月22日起，為了改變乘客點到點的乘車模式、減少重疊路線的運作、減輕道路交通負荷、減少重疊路的車輛投放，新福利利用了IC卡的技術，推出首期轉乘優惠服務。成為澳門首間推出轉乘服務的巴士公司；
- 2004年
  - 11月26日起，承接第一期轉乘服務的理念及目的，新福利推出第二期轉乘轉乘優惠服務。

### 澳門通股份有限公司成立後
- 2006年
  - 8月起，經澳門特別行政區政府批准，澳門通股份有限公司於2006年8月註冊成立。為澳門首家銷售、發行及管理電子貨幣儲值卡的公司；
- 2007年
  - 7月1日起，澳門通股份有限公司推出全新澳門通卡，有別於新福利澳門通IC卡，此卡可同時應用於兩間巴士公司、並擴展至零售行業；
  - 9月起，全澳最大型的連鎖超級市場來來超級市場開始提供澳門通付費服務及加值服務，部份分店更設有「澳門通」餘額查詢機。[8]
  - 10月11日，澳巴正式與澳門通股份有限公司舉行簽約儀式，標誌著澳巴與澳門通正式合作。預期至2008年一、二月，澳巴各線公交車輛將陸續接受澳門通卡支付車資，屆時澳門居民及旅客可持澳門通卡享用兩巴服務。[9]
  - 11月起，澳巴11路線正式試用澳門通收費系統，及後再分別於22及25路線陸續試用系統。
  - 12月起，澳門電訊有限公司位於高地烏街及台山巴坡沙大馬路之門市提供澳門通卡之新卡售賣及加值服務。
  - 發卡量超過13萬張。
- 2008年
  - 3月起，澳門通正式通用於全澳兩家巴士專營公司旗下所有路線；
  - 5月1日起，新福利儲值卡停止發售；
  - 5月15日起，澳門Circle-K便利店開始提供澳門通付費服務及加值服務；
  - 6月21日起，新福利儲值卡停止增值；
  - 7月起，澳巴部份路線推行轉乘服務。[10]
  - 7月1日起，推出「長者車資優惠計劃」，持卡乘車每程一律澳門幣0.3圓車資優惠。
  - 10月15日起，推出「學生車資優惠計劃」，持卡乘車每程一律澳門幣1.5圓車資優惠。[11]
  - 12月1日起，澳門公共巴士票價作出調整，政府同時推行《公交車資優惠計劃》，使用澳門通卡乘搭新福利及澳巴可享有政府補貼車資；
- 2009年
  - 2月1日起，大昌行澳門食品有限公司之大昌食品專門店開始提供澳門通付費服務及加值服務[12]。第三代晶片澳門通卡（2018年5月至2024年1月）

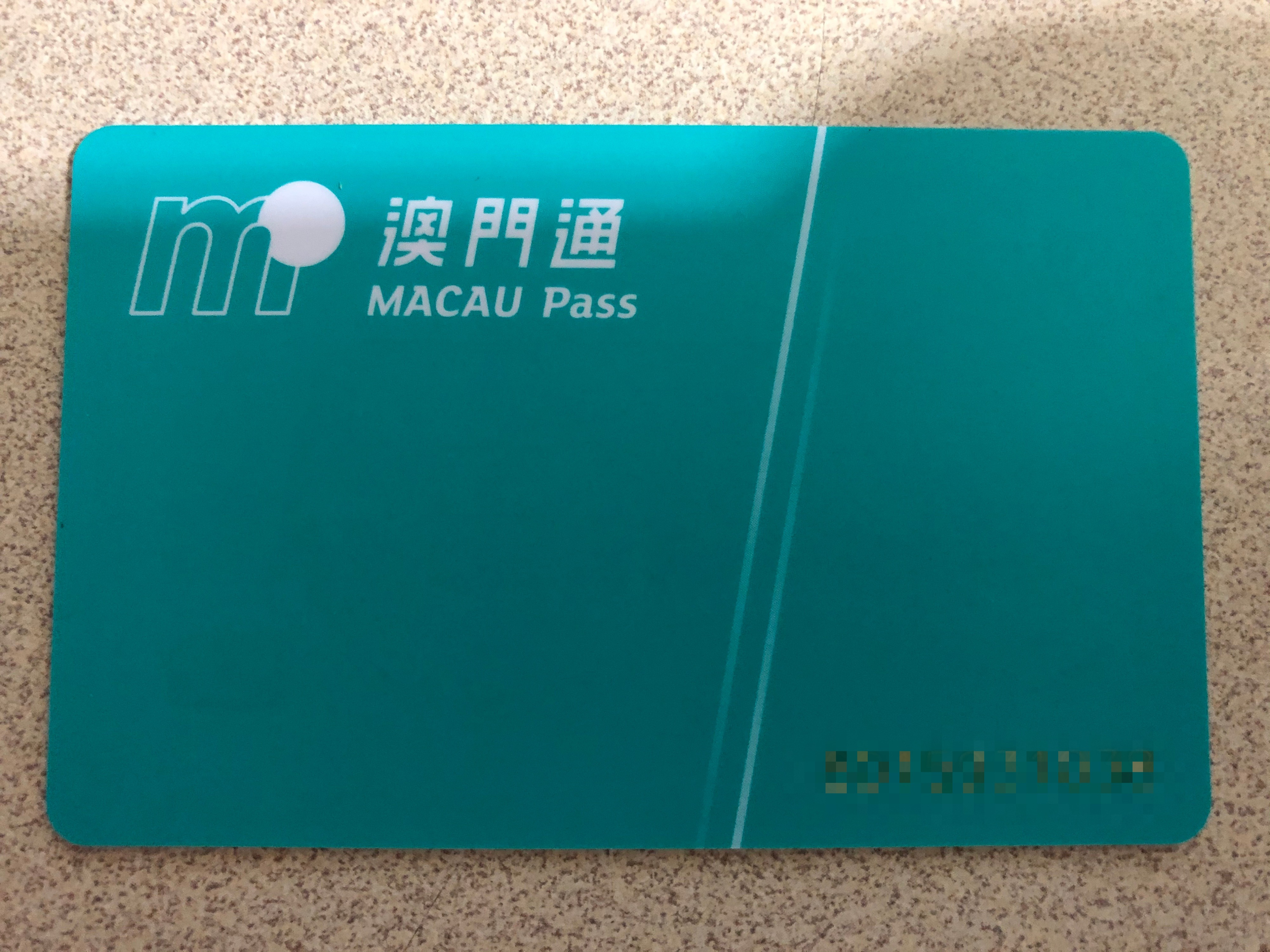
第三代晶片澳門通卡（2018年5月至2024年1月）

  - 3月起，泰豐超級市場，位於澳門氹仔新世界花園地下之分店提供澳門通付費服務及加值服務[13]。
  - 4月起，東望洋餅店開始提供澳門通付費服務及加值服務。
  - 7月27日，澳門通與澳門旅遊局合作，推出「澳門世遺景點『澳門通巴士卡』」，以推廣澳門世界遺產、展現澳門世遺城市的風采。此卡不設按金，亦不可享澳門政府提供的公交車資優惠計劃[14]。
  - 8月5日，澳門漁人碼頭內之城市廣場購物中心開始提供澳門通付費服務及加值服務[15]。
  - 9月3日，澳門通與可口可樂合作「可口可樂」限量珍藏版澳門通卡[16]。第四代第一版（2024年2至8月）及第二版晶片澳門通卡（現今）（2024年9月起）[17]
- 2010年
  - 加入中國銀聯網路

第四代第一版（2024年2至8月）及第二版晶片澳門通卡（現今）（2024年9月起）

  - 發行全國首張海外具交通行業應用的銀聯雙幣閃付卡
  - 1月25日起，澳門科學館開幕，澳門通持卡人可用澳門通卡購買澳門科學館入場票。
  - 5月起，澳門全線7-Eleven便利店接受澳門通卡付款服務[18]。
  - 5月16日，新式澳門通讀卡器在澳門新福利D37車上進行測試
  - 5月26日起，馬里奧餅店接受澳門通卡付款[19]。
  - 10月23日起，旅遊學院接受澳門通卡付款。[20]。
- 2011年
  - 1月1日起，使用學生澳門通卡乘車車費由1.5元調整至1元。
  - 8月1日起，澳門實施「新巴士服務模式」，澳門巴士轉乘服務由當日起擴大轉乘路線以及可自由於三間不同巴士公司互相轉乘，以及推出殘疾人士澳門通卡，使用該卡乘搭巴士每程只需0.3元。
- 2012年
  - 8月16日起，澳門通推出「多啦A夢限量版澳門通禮品包」限量珍藏版多啦A夢澳門通卡。
- 2013年
  - 2月28日，澳門通與嶺南通成功合作開發聯名卡，以「一卡一芯雙錢包」形式推出[21]，在廣東省發行的名為「嶺南通·澳門通」聯名卡已率先於4月22日發售，售價為CNY¥68[22]，而澳門版本名為「澳門通·嶺南通」聯名卡則為帶有中國銀聯的閃付金融IC卡功能，當中澳門通錢包更帶有澳門幣和人民幣雙制式，澳門通澳門幣錢包可於澳門通付款系統及於澳門、香港及世界各地接受中國銀聯的閃付系統使用，澳門通人民幣錢包可於中國內地接受中國銀聯的閃付系統使用，而嶺南通錢包則可於廣東省內使用，預計將於5月中推出。
  - 應邀參加中國(廣州)國際金融交易∙博覽會
  - 推出自動加值服務
  - 研發智能電動車充電咪表
  - 榮獲兩項冠軍商務大獎：創新大獎及環境績效大獎
- 2014
  - 推出華通商旅系列儲值卡
  - 推出食在澳門通計劃，開拓中小餐飲業應用
  - 開展手機及線上支付業務
  - 與香港八達通卡有限公司簽定合作協議[23]
- 2015
  - 與支付寶簽定並建立戰略伙伴關係，成為澳門獨家合作伙伴
- 2016
  - 與澳門特區政府簽訂「非接觸式智能儲值電子錢包小額徵收服務」合同[24]
  - 4月26日宣佈推出第三方支付平台──「M+ Pay」（澳門通移動支付服務，MacauPay；即Mpay前身）[25]
  - 12月9日至12月12日四天，與支付宝共同推動全澳首個電子支付商圈。[26]
- 2017
  - 與大豐銀行、澳門國際銀行及广发银行達成戰略合作夥伴關係，啟用快捷支付服務。
- 2018
  - 5月10日召開記者會，宣佈公司品牌及旗下產品新形象，「澳門通移動支付服務」更名為「MPay澳門錢包」，並同時開發正掃、反掃、B2B、C2C等多樣服務。[27]
- 2021年
  - 11月18日，為追蹤COVID-19本地確診者之出行情況，交通事務局推出“巴士實名登記計劃”，並於12月11日午夜0時起實施。[28]

- 2022年
  - 5月24日起，澳門通卡可直接拍卡乘坐澳門輕軌氹仔線，並可享有相關車資優惠。[29]

- 2023年
  - 2月10日終止「巴士實名登記計劃」；期間累計超過59萬張澳門通卡完成資料登記，超過60萬張澳門通卡完成拍卡激活[30]。
  - 8月24日，澳門通宣佈與Alipay合作，將於該年內拓展MPay跨境支付覆蓋範圍至海外四十餘個國家，包括阿聯酋、英國、瑞士、歐洲經濟區30個國家（如法國、德國、義大利等）、澳洲、新西蘭、卡塔爾、新加坡、馬來西亞、南韓、日本、菲律賓、泰國及美國在內的跨境支付功能。[31]
  - 9月19日蚂蚁集团宣佈七款於亞洲的電子錢包加入「流動支付國際化推廣服務」，包括Mpay在內的五個亞洲國家或地區的七個行動支付。在中國內地商家掃瞄Alipay+付款碼就能直接消費。[32]
- 2024年
  - 12月4日：澳門正式加入交通聯合，並推出澳门通交通聯合全国通卡[33][34]
  - 12月20日：帶有交通聯合標誌的嶺南通·澳門通在廣東省廣州市正式發行，但只限中國大陸銷售[35]
- 2025年
  - 1月2日：帶有交通聯合標誌的“深澳一卡通”在廣東省深圳市正式發行，但只限中國大陸銷售[36]
  - 8月20日：帶有交通聯合標誌的“珠澳联名公交卡”在廣東省珠海市正式發行，但只限中國大陸銷售[37]。

## 應用技術
發卡之初有消息稱「澳門通」卡乃採用由中國大陸握奇數據系統有限公司生產的TimeCOS®FLY芯片，符合ISO/IEC 14443標準的Type A卡。此技術其後在「深圳通」和「廣深鐵路快通卡」均有採用。
但實際流通的「澳門通」卡採用的是飛利浦MIFARE芯片。2012年3月澳門日報稱在該年1月初，已有一位25歲無業青年成功破解，澳門警方表示非法充值37萬元澳門幣。買到破解卡的受害者在警察局報案時，在場的澳門通職員稱全部流通的澳門通均為Mifare芯片。香港城市大學聰明卡設計中心主任鄭利明說：「Mifare晶片是十多年前產品，論保安技術在當時首屈一指，但時至今日，其防火牆卻嚴重落伍。」

## 服務應用
- 公共巴士

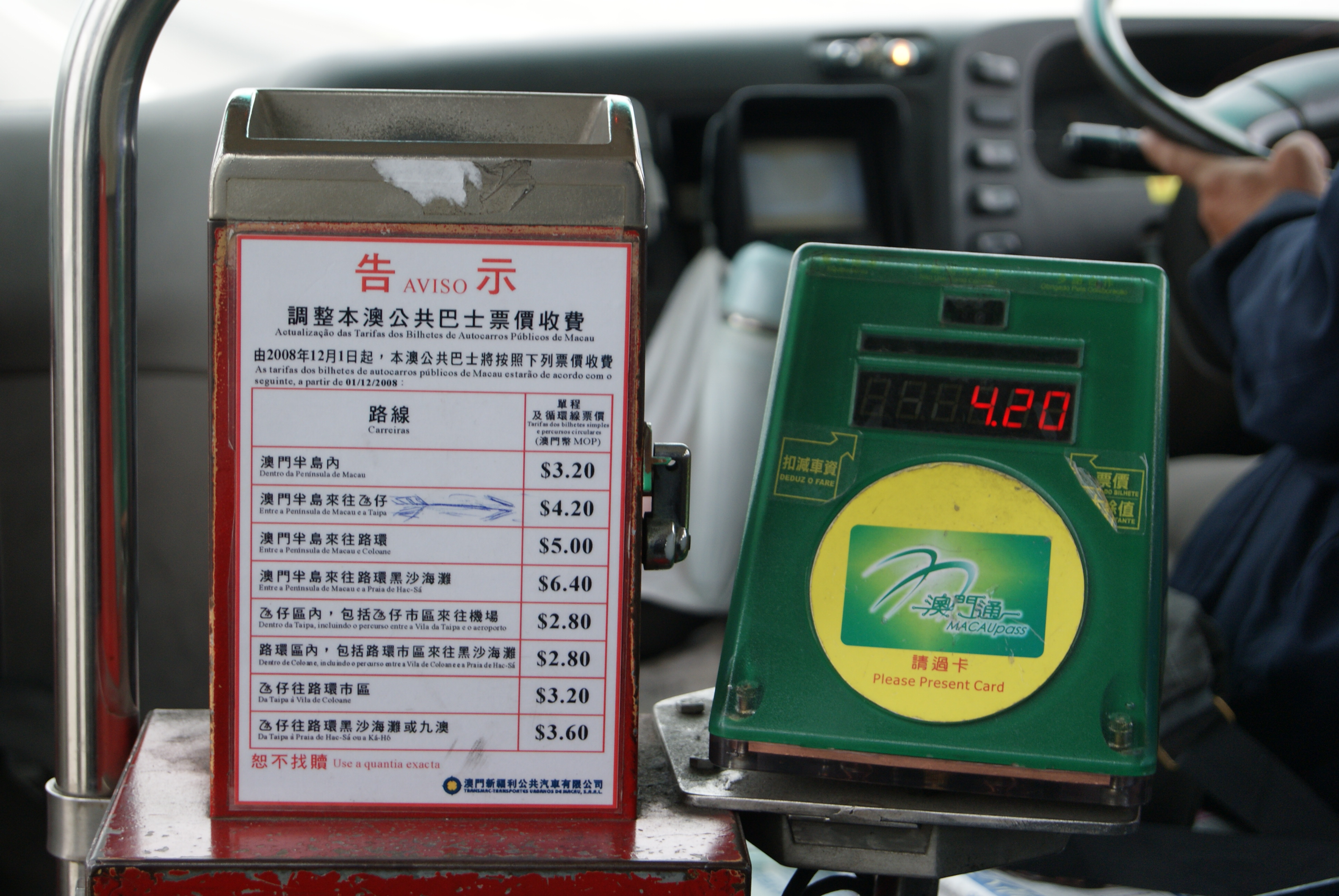
新巴士服務模式開始前，使用過的第一代澳門通機。
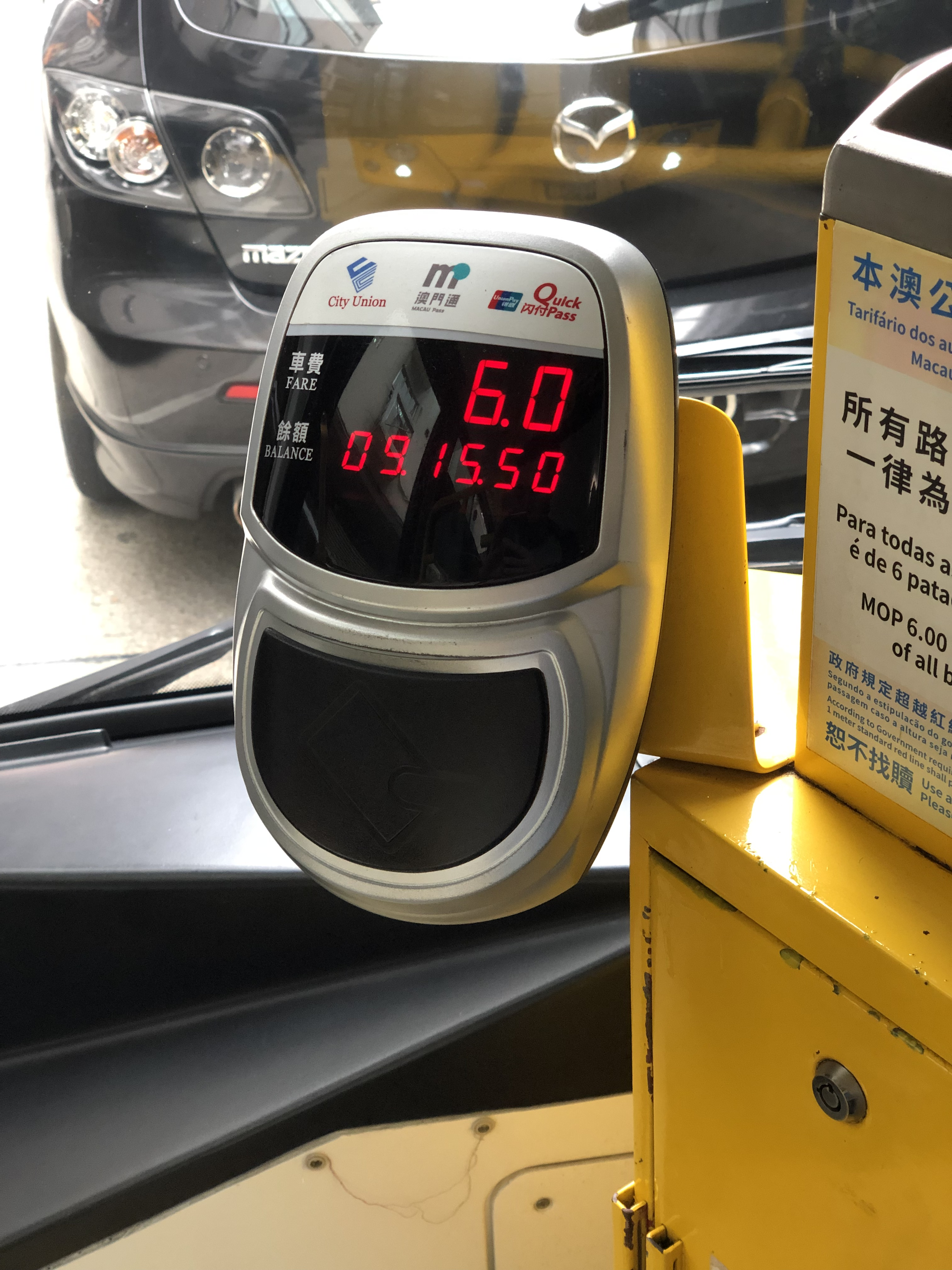
曾經在公共巴士及博彩企業員工巴士上，使用過的第二代澳門通機。
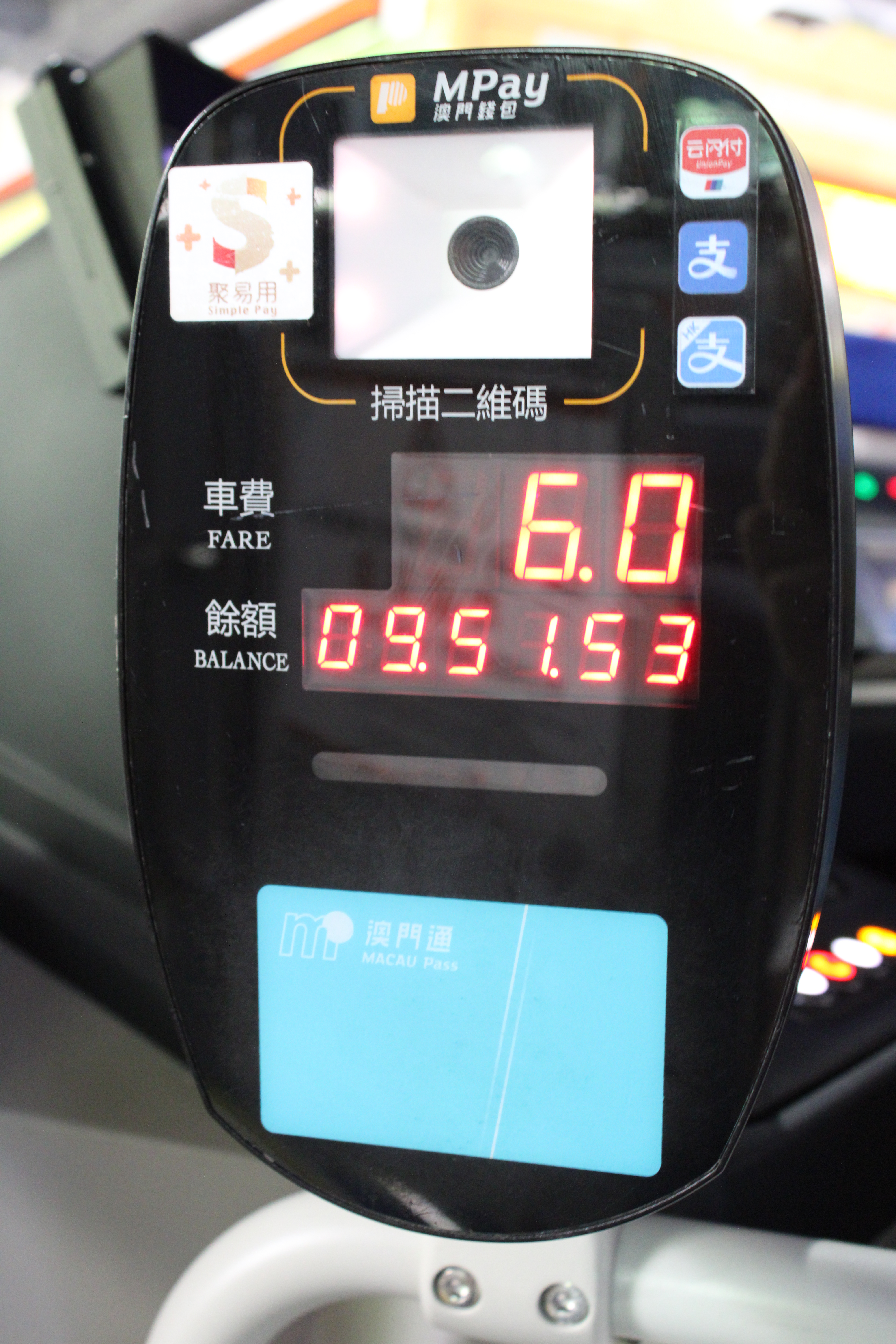
現時在少量巴士上，使用中的第三代澳門通機。
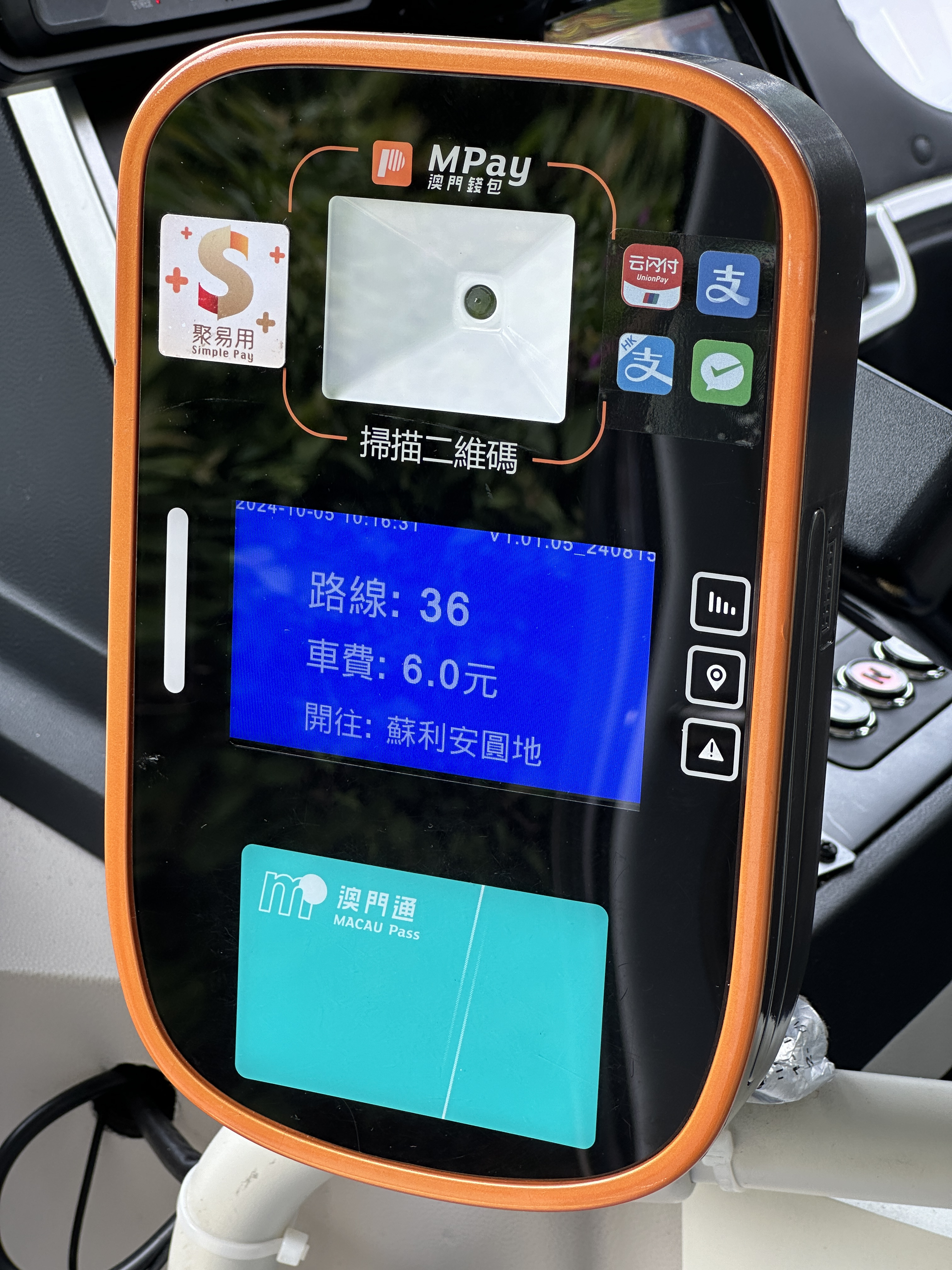
現時在大部份巴士上，使用中的第四代澳門通機。

- 其他用途 (零售及自助服務機)

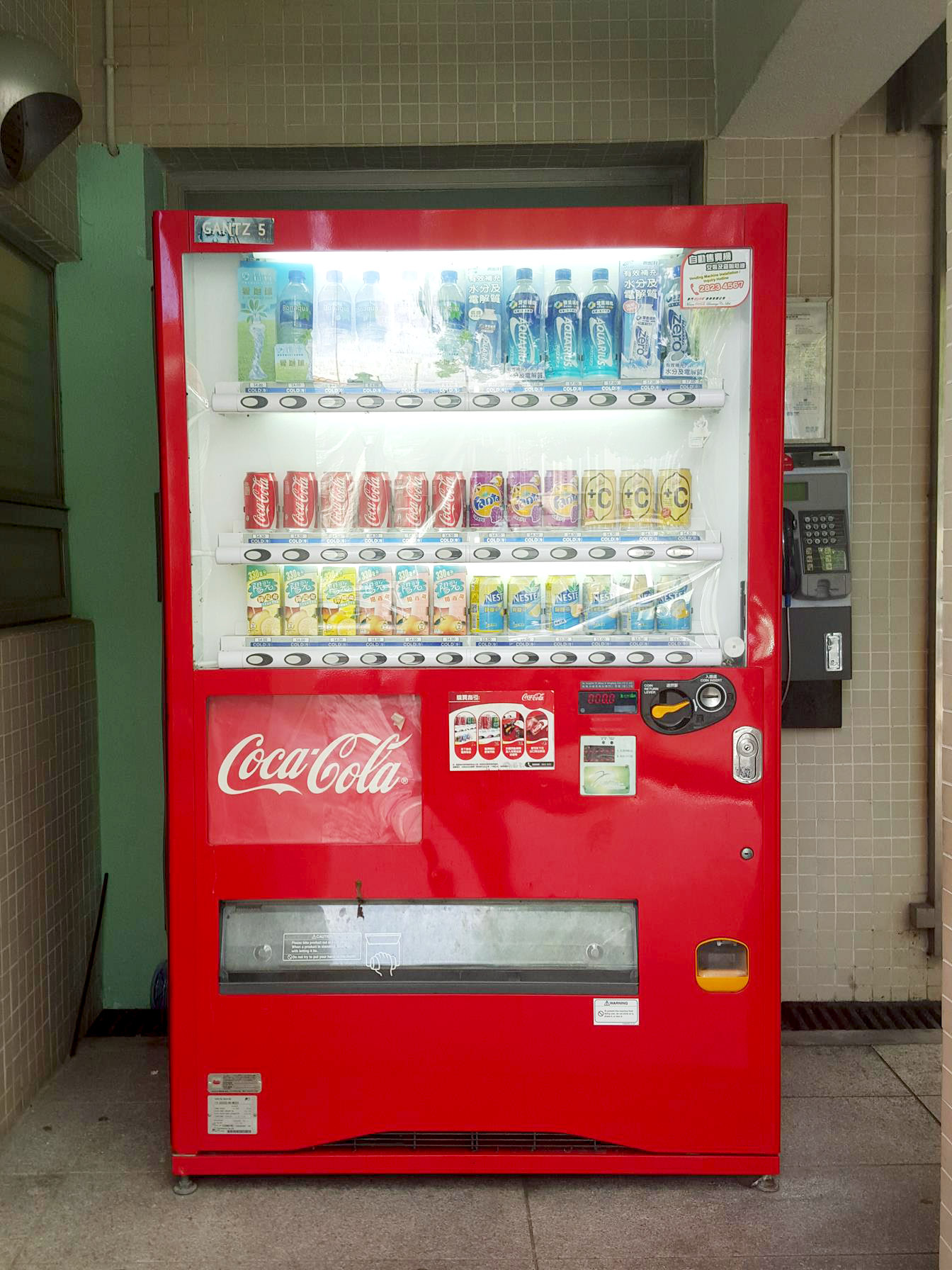
可使用澳門通的自動販賣機。
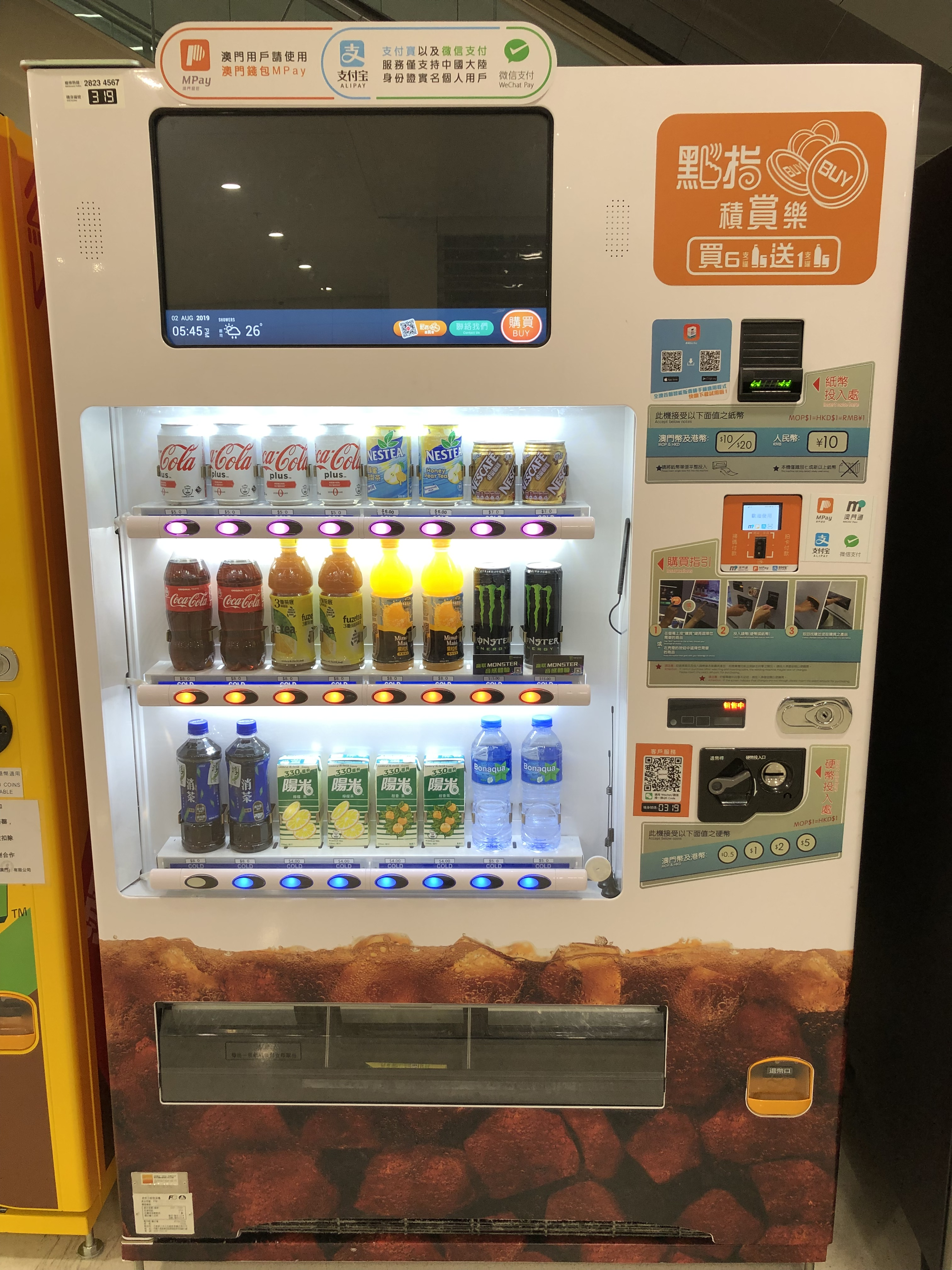
可使用澳門通的自動販賣機。
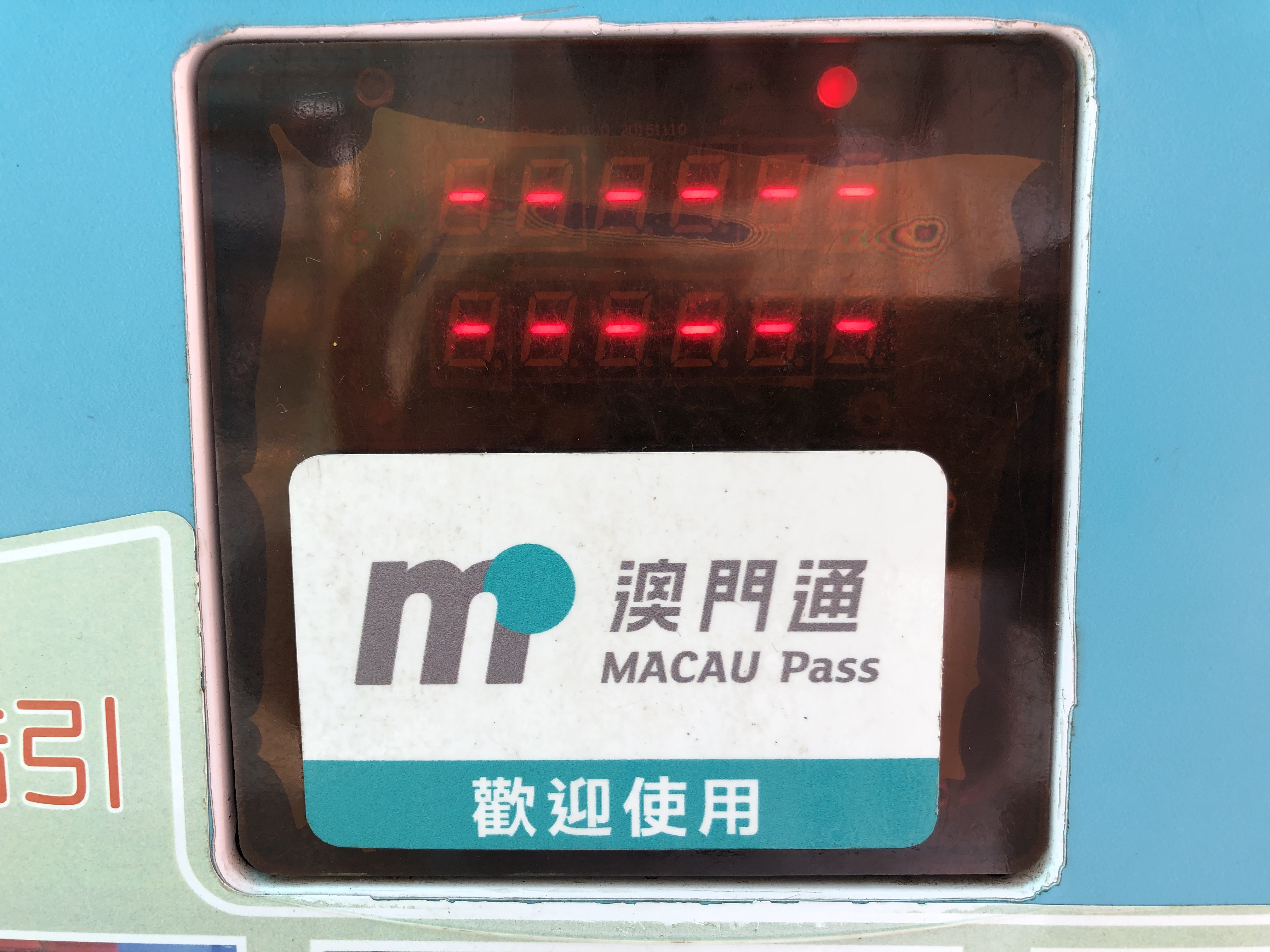
已停止使用的自動販賣機的澳門通感應器。
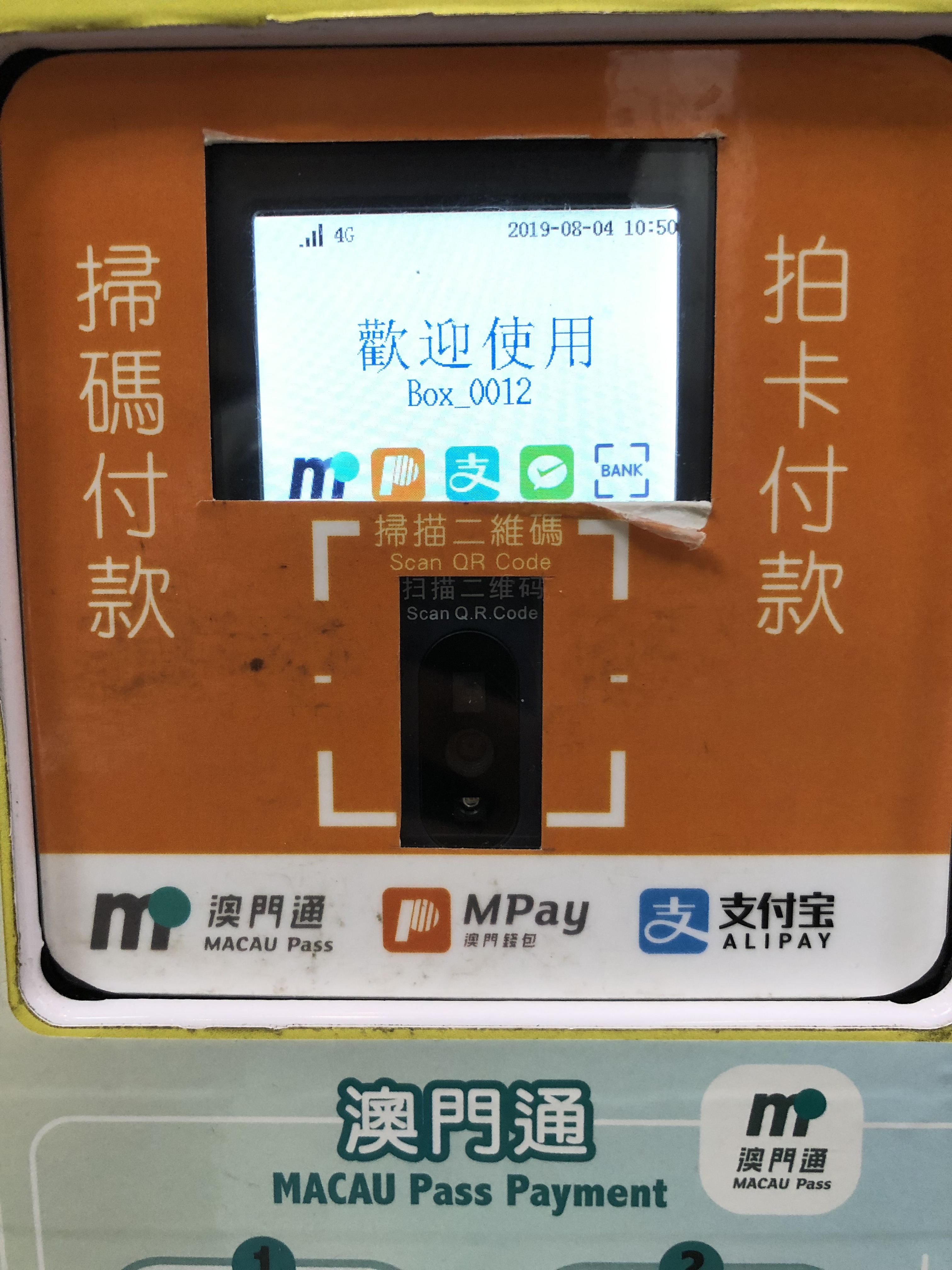
自動販賣機的澳門通感應器。目前所有自動販賣機，擁有微信、支付寶及澳門錢包刷碼購買方式。
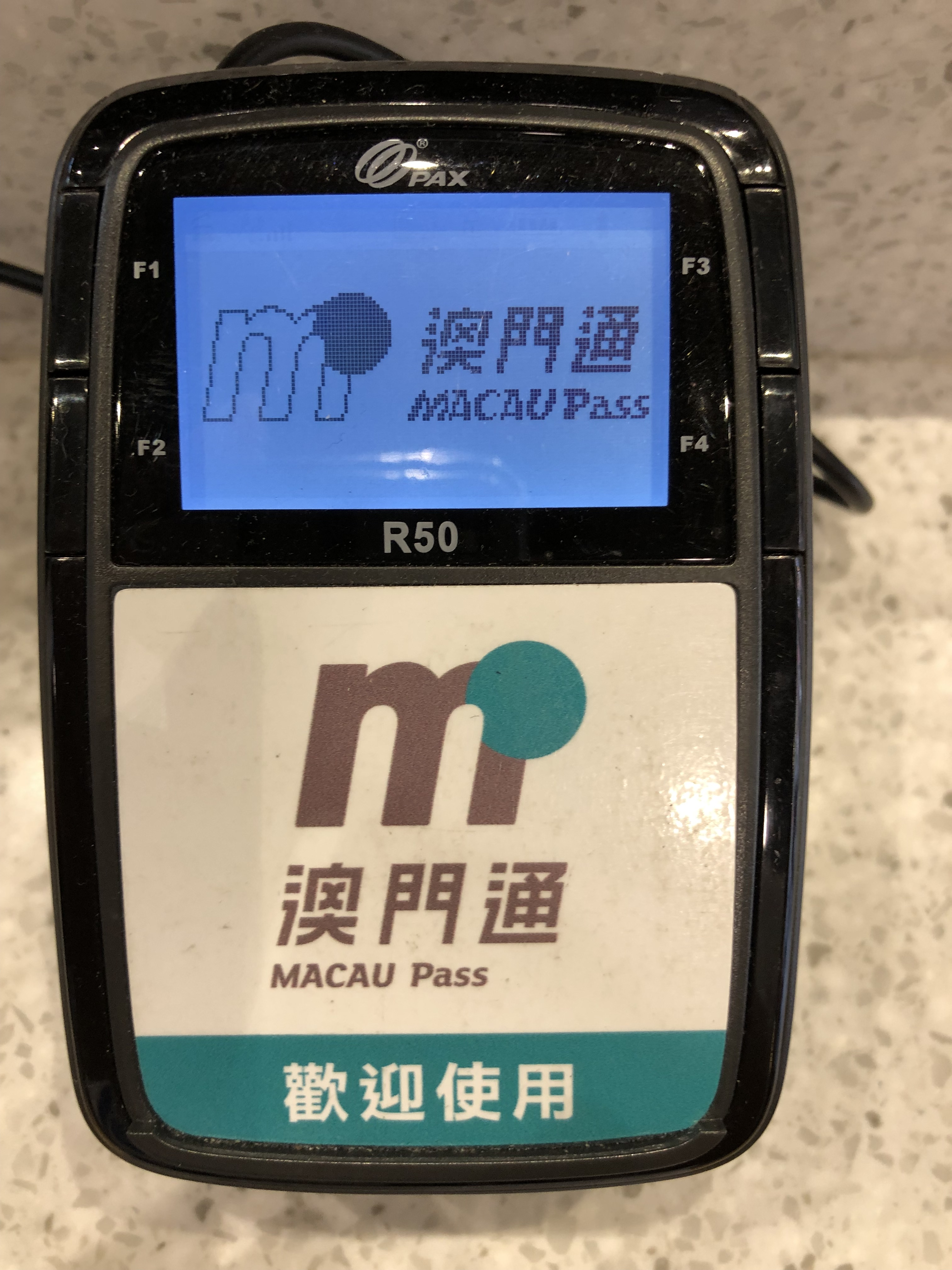
商戶版的澳門通感應器。
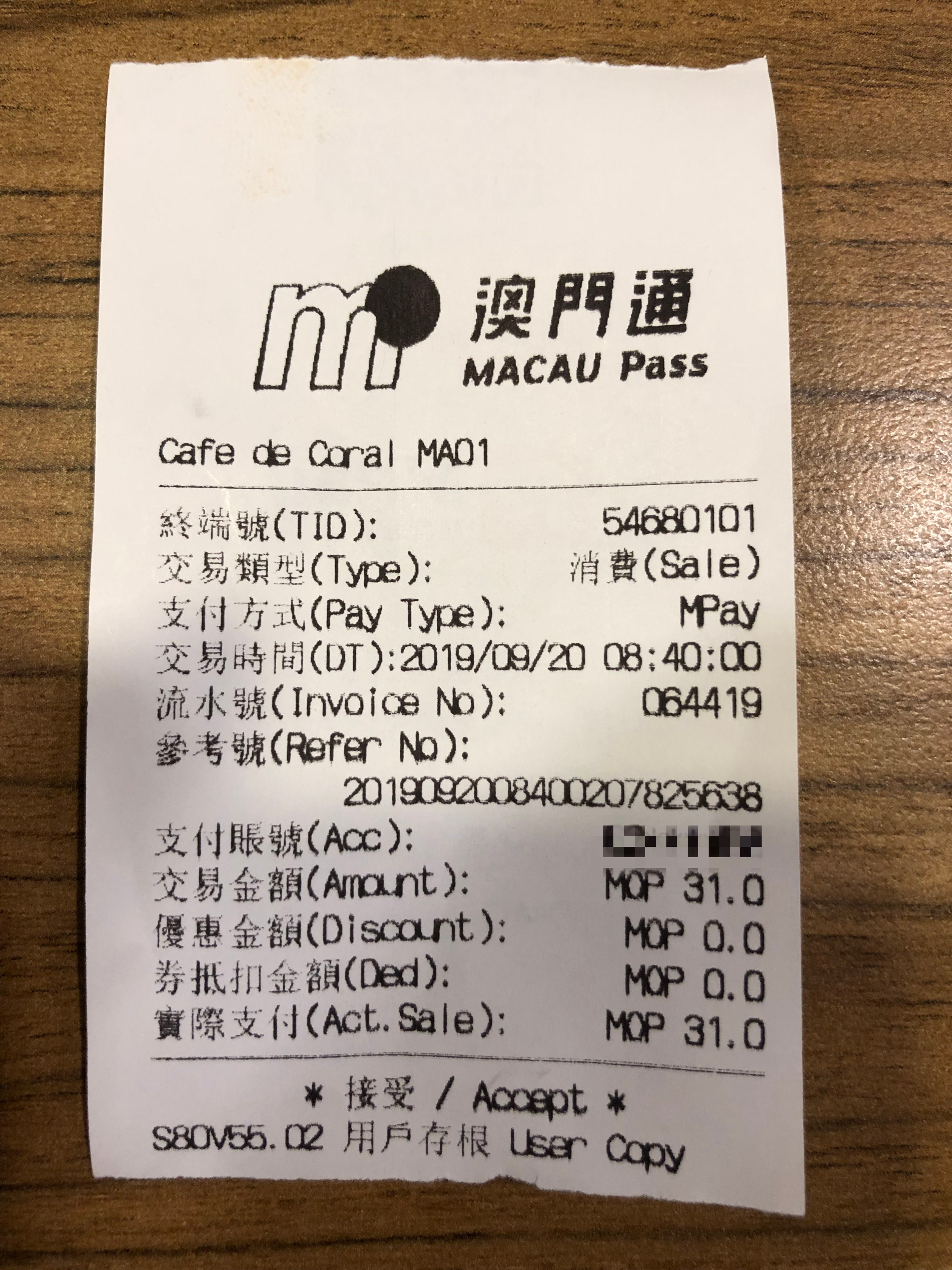
澳門通交易憑證。
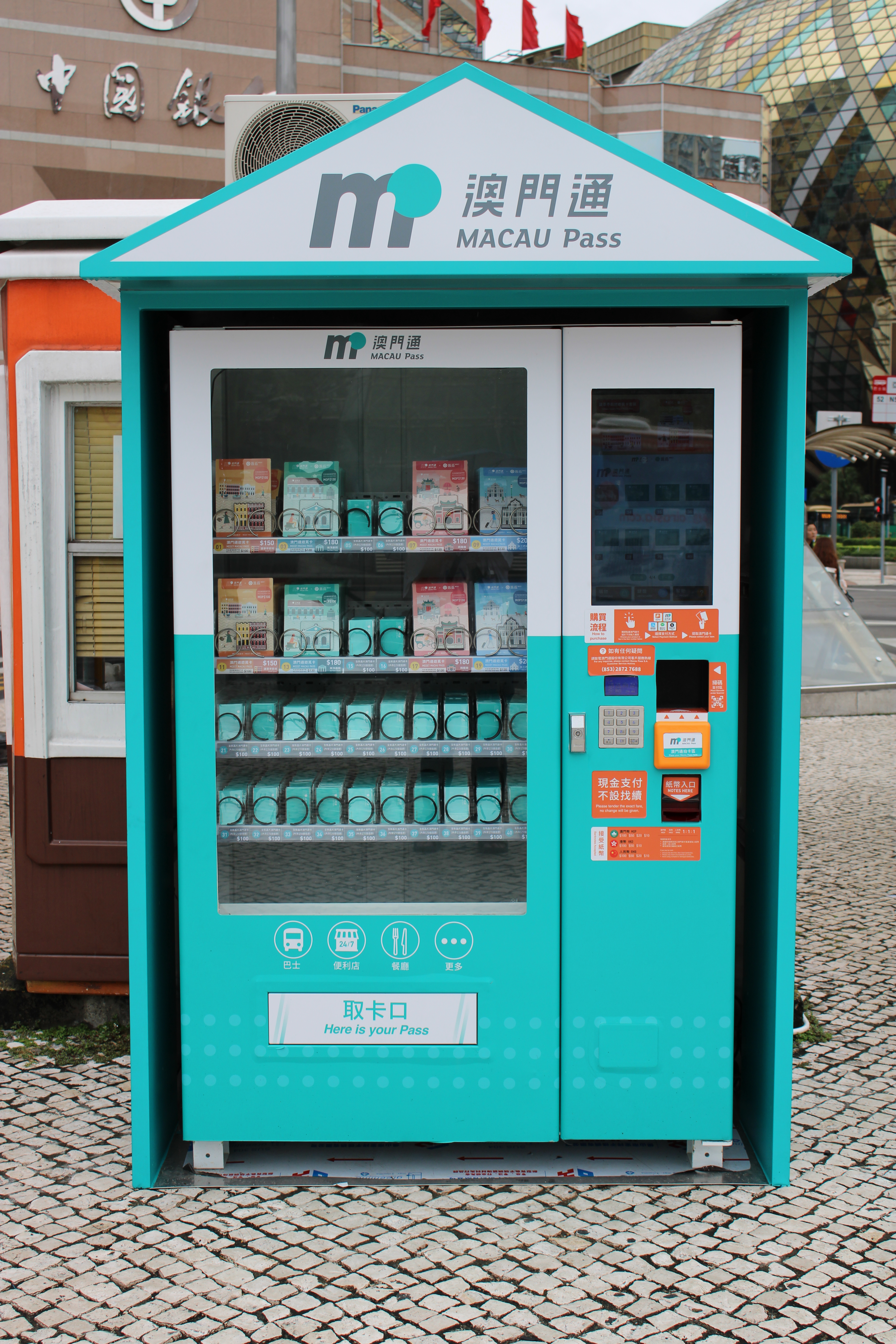
設置在亞馬喇前地的澳門通卡自動販賣機。

公共交通、便利店、超級市場、食在澳門通、自動販賣機、餐飲／餅店、生活娛樂、門禁及考勤、停車場、體育場館、校園、會所／住戶證、部份咪錶。
註：舊式新福利IC卡，已停止加值服務。新福利IC卡在所有領域不適用，且不享有政府的公交車資優惠計劃。

## 加值地點
新式「澳門通」卡

澳門通客戶服務中心及各認可服務供應商。
舊式新福利澳門通IC卡

已停止增值。

## 種類及形式
購買時需要繳付售價*和預付票值。銷售版澳門通是匿名性質，毋須出示身份證明文件就可以購買。使用者遺失了這張澳門通，只會遺失了卡內的儲值金額，並不會遺失其他任何個人資料。
澳門通亦有發行個人化澳門通卡予長者、殘疾人士及學生使用。
現時澳門通推出過之「銷售版」澳門通產品，有澳門通手錶、澳門通迷你卡及特別版澳門通卡。

### 由澳門通股份有限公司發行之澳門通產品
| 種類     | 售價 | 內附儲值額 | 使用規則 | 公共交通工具提示音 |
| -------- | ---- | ---------- | --- | ------------------ |
| 銷售版   | 30   | 100        | - 卡片售價澳門幣130元（內附儲值額澳門幣100元），任何人士均可購買。 - 乘搭公共巴士時，可享受澳門政府提供的公交車資優惠和兩巴提供的轉乘優惠。 - 每次加值金額為50圓之倍數。 - 卡片檢查後，沒有大幅損毀，卡內餘額均可申請退回。 | 「嘀」             |
| 個人化   | 50   | 不定       | - 個人澳門通需要註冊，上面印有使用者的照片及載有個人資料。暫未正式公開發售。 - 首次申請之行政處理及製作費為50圓（不予退還）。 - 乘搭公共巴士時，可享受澳門政府提供的公交車資優惠和兩巴提供的轉乘優惠。 - 現時只應用於AA旅遊有限公司、威尼斯人員工作員工證、澳門科技大學學生證及教職員工證。 | 「嘀」             |
| 學生     | 50   | 0          | - 適用於15歲或以下之澳門居民，或在澳門就讀全日制課程不少於一個學年的學生申請（於非澳門就讀全日制課程不少於一個學年的澳門居民亦可申請），首次申請之行政處理及製作費50圓由政府資助（不予退還）。 - 乘搭公共巴士時，可享受澳門政府提供的公交車資優惠和兩巴提供的轉乘優惠。 - 18歲以下學生之學生卡之卡面上印有有效日期，學生須於有效日期屆滿前辦理換卡手續。 - 18歲或以上學生之學生卡，有效期至下一學年的10月31日，學生須於有效日期屆滿前持有效之學生身份證明辦理續期手續。 | 「學生」           |
| 長者     | 50   | 0          | - 只適用年滿65週歲之澳門居民申請，首次申請之行政處理及製作費50圓由政府資助(不予退還)。 - 乘搭公共巴士時，可享受澳門政府提供的免費乘車優惠。 - 為減輕長者攜帶輔幣之不便，澳門通特別豁免長者卡有關之不動戶口行政處理費。 | 「長者」           |
| 殘疾人士 | 50   | 0          | - 只適用64週歲或以下，並持有效由社會工作局發出之殘疾評估登記證之澳門居民申請，首次申請之行政處理及製作費50圓由政府資助（不予退還）。 - 乘搭公共巴士時，可享受澳門政府提供的免費乘車優惠。 - 為減輕殘疾人士攜帶輔幣之不便，澳門通特別豁免殘疾卡有關之不動戶口行政處理費。 - 殘疾卡之卡面上印有效日期，有效期如下: - 18歲以下殘疾人士之殘疾卡有效日期為發卡後5年或18歲（以較先者為準）； - 18歲或以上殘疾人士之殘疾卡有效日期為發卡後10年或65歲（以較先者為準）； - 殘疾人士須於有效日期屆滿前辦理換卡手續；而殘疾人士如即將踏入65歲，需於年滿65歲前14天內申請長者卡。 - 殘疾卡的使用期限為「殘疾評估登記證」有效期過後6個月（卡面顯示的換卡日期未屆滿的情況下，持卡人須出示有效的「殘疾評估登記證」辦理續期手續後才可繼續使用） | 「嘟」             |
| 澳門錢包 | 無   | 0          | - 任何人士均可以澳門、香港或中國大陸之手機號碼註冊賬戶。完成註冊後之賬戶等級均為一級賬戶，儲值額均為澳門幣0元。 - 使用乘車碼乘車，賬戶必須有足夠餘額。賬戶等級為一級及二級之餘額，少於澳門幣4元時，乘車碼不會顯示。 - 乘搭公共巴士時，可享受澳門政府提供的公交車資優惠和兩巴提供的轉乘優惠。 - 線上加值不限定加值金額，線下加值金額為50圓之倍數。 | 「掃碼成功」       |

### 由新福利發行之澳門通卡
| 種類       | 售價       | 面值     | 使用規則 |
| ---------- | ---------- | -------- | --- |
| IC卡月票   | 320        | 當月有效 | - 任何人士均可購買，但卡面印有持卡人相片及載有個人資料，僅限本人使用。 - 使用此卡可無限次乘搭所有新福利巴士所有路線巴士。 - 首次購買須付按金30圓和工本費10圓。退卡時可退回按金。 - 每次續期280圓，當月可無限次乘搭新福利巴士。  |
| 員工証     | 不對外發行 | 不適用   | - 只適用於澳門新福利公共汽車有限公司全職員工或兼職員工本人使用，不對外發售。 - 使用期限半年，一般為每年5至10月及11至翌年4月。                                                                                                   |
| 家屬証     | 不對外發行 | 不適用   | - 樣式與月票相同，只適用於澳門新福利公共汽車有限公司全職員工直系親屬本人使用，不對外發售。 - 使用期限半年，一般為每年5至10月及11至翌年4月。                                                                                     |
| 儲值卡     | 停止發行   | 不適用   | - 不記名儲值卡。適合於任何人士使用，且一卡可付多人車資。 - 現己停止發行及提供增值。 |
| 長者儲值卡 | 停止發行   | 不適用   | - 卡面印有持卡人相片及載有個人資料，僅限本人使用。 - 使用者必須為持有「頤老咭」年滿65歲的長者。 - 首次申請收取按金30圓及製作費10圓，退卡時可退回按金。 - 現已停止發行及提供增值。                                               |
| 長者月票   | 停止發行   | 不適用   | - 卡面印有持卡人相片及載有個人資料，僅限本人使用。 - 使用者必須為持有「頤老咭」年滿65歲的長者。 - 首次申請收取按金30圓及製作費10圓，退卡時可退回按金。 - 每次續期105圓，當月可無限次乘搭新福利巴士。 - 現已停止發行及提供增值。 |

- 備註：
  - 首次購買個人化澳門通卡，行政處理費及製作費為澳門幣50圓，不予退還。(註：首次申請個人化學生、殘疾及長者卡之行政處理費及製作費由政府資助。)
  - 首次購買銷售版澳門通卡，毋須繳付按金，惟該卡售價不設退回。
  - 所有由新福利發行的IC卡，已停止發售及提供增值服務。
  - 由2007年10月1日起，新福利及澳巴取消對「頤老咭」持有者作出任何乘車優惠，同時停止出售長者儲值卡及長者IC卡月票。取而代之的是由政府補貼購買長者月票，原價澳門幣210圓，澳門政府補貼其中190圓，即長者只須繳付餘下的20圓，就可每月無限次乘搭所購月票之公司營運之巴士路線。但由7月1日起政府取消澳門幣20圓長者月票，改為推出長者個人化澳門通，每程收費澳門幣0.3圓，政府按次補貼，並享有兩巴之轉乘優惠。

註：發卡少於兩個月申請退卡需繳付手續費澳門幣10圓，超過兩個月則不收取額外費用。另外，卡片之售價不作退回。

## 爭議

### 澳門通卡換卡事件
2019年12月，有部分車主反映第一代澳門通卡不能繳付泊車咪錶停車費，初時有車主向澳門通換卡但不獲接納，如要換卡需要實名認證和收費，引發社會公憤和「公關災難」。及後到2020年1月初，澳門通才取出解決方案並與咪錶承辦商科陽泊車管理有限公司恊調並恢復原有第一代澳門通卡拍卡功能，並提出兩個解決方案: 一、在咪錶上張貼告示留意交易結果、改用硬幣或其他支付方式支付咪錶收費。二、第一代澳門通卡可到客戶服務中心更換新卡或即場升級第一代澳門通卡程式就可正常使用。三、澳門通與其他合作伙伴 (如超市、停車場收費處)設自助點拍卡機即場更新澳門通功能。
2025年3月24日至6月1日，澳門特別行政區政府推出“2025年社區消費大奬賞”大型促消費活動，於過往手機支付優惠的基礎上額外增設總額300元的“長者消費立減優惠”。由於舊版“澳門通長者卡”無法支援拍卡領取立減優惠，政府特意協助持有舊版澳門通長者卡的長者更換新卡。據民眾建澳聯盟收到長者反映，如長者們自行前往「澳門通服務中心」辦理「舊卡換新卡」，則需支付50元費用，並等待約8個工作天取得新卡，期間才可獲發「臨時卡」；更有多名長者致電澳門電台中文頻道的晨間時事節目投訴反映換卡問題是宣傳不足和擾民，隨後經濟及科技發展局代表親自致電節目回應表示，對已收取50元手續費的「澳門通長者卡」退回到之後領取的新卡之內，另於3月14日至5月20日期間舊版「長者卡」換新卡時不會收取手續費。

### 2020年6月1日MPay澳門錢包故障
2020年6月1日，MPay澳門錢包由當日早上11點半起出現大規模故障達5至7小時，到傍晚6點或之前開始逐步恢復正常。澳門金融管理局於2020年7月4日發出新聞稿，認為澳門通沒有照相關指引進行系統測試，責成澳門通檢討及改善。

### 自動加值保證金
2021年4月，有社交平台流傳居民反映指MPay用家若綁定澳門通卡且申請自動加值功能，則需繳交500元保證金，引起部分用家不滿。澳門通公司回覆記者查詢時表示，當用戶MPay餘額不足以自動加值時，澳門通公司會代替用戶墊付金額，因此收取保證金是基於風險防範及控制而作出之規定。

### 2021年3月15日MPay澳門錢包異常事件
2021年3月15日，MPay澳門錢包由早上起出現網絡異常，期間有用戶一度不能進入系統頁面，直至接近傍晚時段才回復正常。

### 公共巴士乘車碼被指一市獨大
過去在澳門乘坐公共巴士，若以現金支付車資，只能支付原價，沒有車資補貼優恵。而使用澳門通卡或Mpay錢包，才能享有車資優恵。因此長久以來，澳門通卡、Mpay錢包提供的乘車碼，都是大眾乘坐澳門公共巴士時最主要的支付方式。
根據澳門政府公報刊登第122/2023號行政長官批示，自2023年8月11日起，使用澳門金融機構的“聚易用＋”任一支付工具，所生成的“乘車碼”支付巴士車資，亦可享現有的巴士車資及轉乘優惠。

## 參看
- 澳門公交車資優惠計劃
- 澳門巴士轉乘服務
- 輕軌通（澳門輕軌專用儲值卡）
- 羊城通（廣州）
- 东莞通（東莞）
- Suica（日本）
- 易通卡（新加坡）
- 八達通（香港）
- 悠遊卡（台灣）
- 一卡通（台灣）
- 金陵通（南京）
- 南京市民卡（南京）
- 嶺南通（廣東省部份地區）
- 深圳通（深圳）
- 珠海通（珠海）
- 中山通（中山）

## 外部連結
- 官方网站
- MPay查詢官網
- 澳門通的Facebook專頁
- 澳門通的Instagram帳戶